# Statua di don Giovanni d'Austria
La statua a don Giovanni d'Austria situata a Messina, è stata eretta nel 1572 a ricordo della vittoria da lui riportata sull'armata turca il 7 ottobre 1571.

## Storia
In Piazza Catalani, alla fine della via Cesare Battisti, si erge il monumento a don Giovanni d'Austria, opera di Andrea Calamech, scultore ed architetto carrarese, del 1573. Commissionata dal Senato messinese nel 1572, in occasione della vittoria nella battaglia di Lepanto contro la flotta turchesca il 7 ottobre 1571, la statua in bronzo presenta finissime decorazioni e raffigura don Giovanni D'Austria, eroe della battaglia navale e figlio naturale di Carlo V, che calpesta la testa del turco Müezzinzade Alì Pascià in segno di vittoria. Originariamente collocata in piazza del Palazzo Reale, fu danneggiata da una cannonata degli spagnoli durante la rivolta antispagnola del 1674 - 1678. Restaurata, è stata ancora danneggiata dal terremoto del 1783 e spostata nella piazza antistante la chiesa della Santissima Annunziata dei Teatini nel Corso Cavour. Dopo la ristrutturazione urbanistica della città successiva al 1908, tale piazza fu abolita e la statua sistemata nell'attuale sede.

Nel 1978, in occasione del 400º anno dalla morte di don Giovanni d'Austria, una copia della statuta è stata eretta in Zieroldsplatz a Ratisbona.

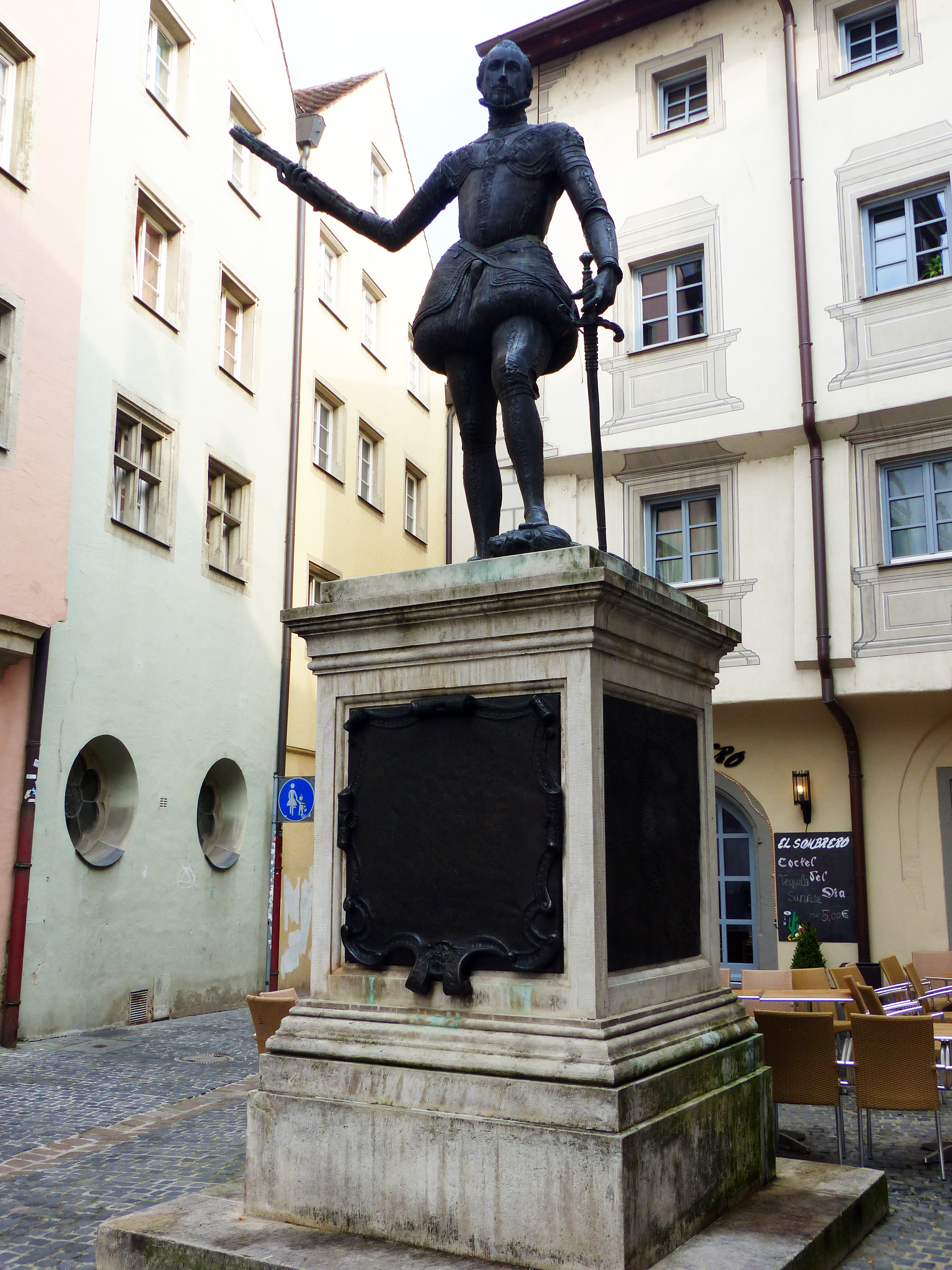
Copia della statua di don Giovanni d'Austria a Ratisbona

Oggi al monumento è stato attribuito il soprannome di statua del chitarrista, per via dell'ombra che questa proietta sul palazzo retrostante.

## Descrizione
Don Giovanni d'Austria, figlio naturale di Carlo V, è riprodotto fedelmente nel volto adolescente del condottiero, appena ventiquattrenne; indossa l'armatura spagnola completa ed ha, nella mano destra, il bastone del comando a tre fasci, per designare la triplice alleanza contro i Turchi, mentre calpesta col piede sinistro il capo mozzato di Müezzinzade Alì Pascià, il comandante degli avversari. Ad uno spadone preesistente fu sostituita una spada durante i restauri del 1852, intorno agli anni cinquanta poi la spada si perse ancora una volta. Nel basamento marmoreo, che sorregge la statua, troviamo quattro prospetti con altrettante tavole di bronzo. Nella principale è presente un'iscrizione in cui si ricorda la costituzione della lega contro i Turchi, la data di partenza da Messina, la data della battaglia e del ritorno in città, il numero delle navi e i nomi dei Senatori del tempo.
Nel bassorilievo a sinistra troviamo la disposizione della flotta con al centro la nave reale di don Giovanni. Nel terzo bassorilievo è ritratta la battaglia, si leggono varie mischie tra le navi con alcune barche turche già in fuga.
Nell'ultima tavola bronzea, è raffigurato il ritorno della flotta vittoriosa a Messina con in alto una interessante pianta della città del XVI secolo a volo d'uccello.

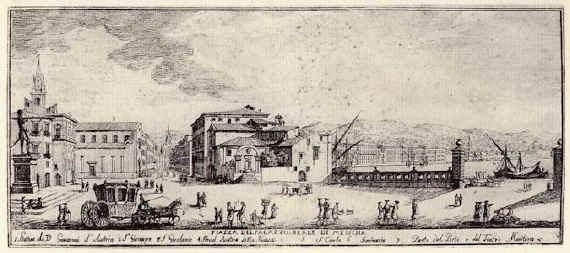
Primitiva collocazione della statua sul piano occidentale di Palazzo Reale con il panorama sul Porto di Messina e Palazzata di Simone Gullì.